# Расширение Оре
Расширение Оре — особый тип расширения кольца, свойства которого относительно хорошо изучены. Названо в честь Ойстина Оре.

## Определение
Пусть {\displaystyle R} — алгебра без делителей нуля, {\displaystyle R[t]} — свободный (левый) R-модуль, состоящий из всех многочленов вида {\displaystyle P=a_{n}t^{n}+a_{n-1}t^{n-1}+...+a_{0}t_{0}}, где {\displaystyle a_{i}\in R}, степени {\displaystyle deg(P)=n}, {\displaystyle \alpha } — мономорфизм из {\displaystyle R} в себя и {\displaystyle \delta } — некоторое {\displaystyle \alpha }-дифференцирование на {\displaystyle R}. Существует единственная структура алгебры на {\displaystyle R[t]}, т.ч. естественное включение {\displaystyle R\rightarrow R[t]} является гомоморфизмом и выполняется соотношение {\displaystyle ta=\alpha (a)t+\delta (a)} для всех {\displaystyle a\in R}.
Определённая таким образом алгебра называется расширением Оре, ассоциированным с тройкой {\displaystyle (R,\alpha ,\delta )}, и обозначается {\displaystyle R[t,\alpha ,\delta ]}.

## Конструкция
Пусть {\displaystyle M} — алгебра, состоящая из всех бесконечных матриц {\displaystyle (f_{ij})_{i,j\geq 1}}с элементами в алгебре {\displaystyle End(R)}, т.ч. в каждом столбце и в каждой строке этих матриц лишь конечное число элементов отличны от нуля. Единицей в {\displaystyle M} является диагональная матрица {\displaystyle I} с тождественными операторами на диагонали. Пусть {\displaystyle {\hat {a}}\in End(R)} — оператор левого умножения на {\displaystyle a}. Тогда на {\displaystyle \alpha } и {\displaystyle \delta } наложены следующие условия:
{\displaystyle \alpha {\hat {a}}={\hat {\alpha (a)}}\alpha {\text{ и }}\delta {\hat {a}}={\hat {\alpha (a)}}\delta +{\hat {\delta (a)}}}. Рассмотрим бесконечную матрицу
{\displaystyle T={\begin{pmatrix}\delta &0&0&0&...\\\alpha &\delta &0&0&...\\0&\alpha &\delta &0&...\\0&0&\alpha &\delta &...\\...&...&...&...&...\end{pmatrix}}}.
Она позволяет определить инъективное линейное отображение {\displaystyle \Phi :R[t]\rightarrow M} по формуле {\displaystyle \Phi \left(\sum _{i=0}^{n}a_{i}t^{i}\right)=\sum _{i=0}^{n}({\hat {a}}_{i}I)T^{i}}. Пусть {\displaystyle S} — подалгебра в {\displaystyle M}, порождённая элементами {\displaystyle T} и {\displaystyle {\hat {a}}I} ({\displaystyle a\in R}). Она является образом {\displaystyle R[t]} при отображении {\displaystyle \Phi }. Поскольку {\displaystyle \Phi } является мономорфизмом, то оно индуцирует линейный изоморфизм между {\displaystyle R[t]} и {\displaystyle S}, позволяющий индуцировать структуру алгебры {\displaystyle S} на {\displaystyle R[t]}.